# Sclerotinia minor
Sclerotinia minor är en svampart som beskrevs av Jagger 1920. Sclerotinia minor ingår i släktet Sclerotinia och familjen Sclerotiniaceae.   Inga underarter finns listade i Catalogue of Life.